# Марк Дансу
Марк Дансу (1 січня 1983) — бенінський плавець.
Учасник Олімпійських Ігор 2020 року, де в попередніх запливах на дистанції 50 метрів вільним стилем посів 53-тє місце і не потрапив до півфіналів.